# Studio Gokumi
Studio Gokumi Co., Ltd. (jap. 株式会社Studio五組 Kabushiki-gaisha Sutajio Gokumi) – japońskie studio animacji z siedzibą w tokijskiej dzielnicy Suginami, założone w maju 2010 przez byłych członków studia Gonzo.

## Produkcje

### Seriale telewizyjne
| Rok       | Tytuł                                                       | Reżyser(zy)                    | Liczba odcinków | Uwagi                                                                                | Przypisy |
| --------- | ----------------------------------------------------------- | ------------------------------ | --------------- | ------------------------------------------------------------------------------------ | -------- |
| 2011      | A Channel                                                   | Manabu Ono                     | 12              | Na podstawie 4-panelowej mangi autorstwa bb Kurody.                                  | [ 2 ]    |
| 2012      | Saki Achiga-hen episode of Side-A                           | Manabu Ono                     | 16              | Na podstawie mangi autorstwa Ritz Kobayashi.                                         | [ 3 ]    |
| 2012      | Kono naka ni hitori, imōto ga iru!                          | Munenori Nawa                  | 12              | Na podstawie light novel autorstwa Hajime Taguchiego.                                | [ 4 ]    |
| 2012      | The Ambition of Oda Nobuna                                  | Yūji Kumazawa                  | 12              | Na podstawie light novel autorstwa Mikage Kasugi. We współpracy z Madhouse.          | [ 5 ]    |
| 2013      | Dansai bunri no Crime Edge                                  | Yūji Yamaguchi                 | 13              | Na podstawie mangi autorstwa Tatsuhiko Hikagi.                                       | [ 6 ]    |
| 2013      | Kin-iro Mosaic                                              | Tensho                         | 12              | Na podstawie 4-panelowej mangi autorstwa Yui Hary.                                   | [ 7 ]    |
| 2014      | Saki: The Nationals                                         | Manabu Ono                     | 13              | Sequel Saki.                                                                         | [ 8 ]    |
| 2014      | Escha & Logy no Atelier: Tasogare no sora no renkinjutsushi | Yoshiaki Iwasaki               | 12              | Na podstawie komputerowej gry fabularnej produkcji Gust Co. Ltd.                     | [ 9 ]    |
| 2014      | Yūki Yūna wa yūsha de aru                                   | Seiji Kishi                    | 12              | Na podstawie scenariusza autorstwa Takahiro.                                         | [ 10 ]   |
| 2015      | Hello!! Kin-iro Mosaic                                      | Tensho                         | 12              | Sequel Kin-iro Mosaic.                                                               | [ 11 ]   |
| 2015      | Lance N’ Masques                                            | Kyōhei Ishiguro                | 12              | Na podstawie light novel autorstwa Hideakiego Koyasu.                                | [ 12 ]   |
| 2016      | Pandora in the Crimson Shell: Ghost Urn                     | Munenori Nawa                  | 12              | Na podstawie mangi autorstwa Masamune Shirowa. We współpracy z AXsiZ.                | [ 13 ]   |
| 2017      | Seiren                                                      | Tomoki Kobayashi               | 12              | Własna twórczość. We współpracy z AXsiZ.                                             | [ 14 ]   |
| 2017      | Tsuredure Children                                          | Hiraku Kaneko                  | 12              | Na podstawie 4-panelowej mangi autorstwa Toshiyi Wakabayashiego.                     | [ 15 ]   |
| 2017      | Yūki Yūna wa yūsha de aru: Washio sumi no shō               | Seiji Kishi Daisei Fukuoka     | 6               | Prequel Yūki Yūna wa yūsha de aru.                                                   | [ 16 ]   |
| 2017      | Yūki Yūna wa yūsha de aru: Yūsha no shō                     | Seiji Kishi Daisei Fukuoka     | 6               | Sequel Yūki Yūna wa yūsha de aru.                                                    | [ 17 ]   |
| 2018      | Ms. Koizumi Loves Ramen Noodles                             | Kenji Seto                     | 12              | Na podstawie mangi autorstwa Naru Narumi. We współpracy z AXsiZ.                     | [ 18 ]   |
| 2018      | Katana Maidens: Toji No Miko                                | Kōdai Kakimoto                 | 24              | Na podstawie franczyzy stworzonej przez Genco.                                       | [ 19 ]   |
| 2018      | Ms. Vampire Who Lives in My Neighborhood                    | Noriaki Akitaya                | 12              | Na podstawie 4-panelowej mangi autorstwa Amatou. We współpracy z AXsiZ.              | [ 20 ]   |
| 2019      | Endro!                                                      | Kaori                          | 12              | Własna twórczość.                                                                    | [ 21 ]   |
| 2020      | Seton Academy: Join the Pack!                               | Hiroshi Ikehata                | 12              | Na podstawie mangi autorstwa Bungo Yamashity.                                        | [ 22 ]   |
| 2020      | Maesetsu!                                                   | Yuu Nobuta                     | 12              | Własna twórczość. We współpracy z AXsiZ.                                             | [ 23 ]   |
| 2021      | Yūki Yūna wa yūsha de aru: Dai mankai no shō                | Seiji Kishi                    | 12              | Sequel Yūki Yūna wa yūsha de aru: Yūsha no shō.                                      | [ 24 ]   |
| 2021–2022 | World’s End Harem                                           | Yuu Nobuta                     | 11              | Na podstawie mangi autorstwa LINK. We współpracy z AXsiZ.                            | [ 25 ]   |
| 2022      | Kami kuzu Idol                                              | Daisei Fukuoka                 | 10              | Na podstawie mangi autorstwa Hijiki Isoflavone.                                      | [ 26 ]   |
| 2023      | Yumemiru danshi wa genjitsushugisha                         | Kazuomi Koga                   | 12              | Na podstawie light novel autorstwa Okemaru. We współpracy z AXsiZ.                   | [ 27 ]   |
| 2023      | Reborn as a Vending Machine, I Now Wander the Dungeon       | Noriaki Akitaya                | 12              | Na podstawie light novel autorstwa Hirukumy. We współpracy z AXsiZ.                  | [ 28 ]   |
| 2023      | Stardust Telepath                                           | Kaori                          | 12              | Na podstawie 4-panelowej mangi autorstwa Rasuko Ōkumy.                               | [ 29 ]   |
| 2025      | I Got Married to the Girl I Hate Most in Class              | Hiroyuki Oshima                | 12              | Na podstawie light novel autorstwa Seiju Amano. We współpracy z AXsiZ.               | [ 30 ]   |
| 2025      | Necronomico and the Cosmic Horror Show                      | Masato Matsune                 | –               | Własna twórczość.                                                                    | [ 31 ]   |
| 2025      | Reborn as a Vending Machine, I Now Wander the Dungeon 2     | Takashi Yamamoto               | –               | Sequel Reborn as a Vending Machine, I Now Wander the Dungeon. We współpracy z AXsiZ. | [ 32 ]   |
| 2025      | Secrets of the Silent Witch                                 | Takaomi Kanasaki Yasuo Iwamoto | –               | Na podstawie light novel autorstwa Matsuri Isory.                                    | [ 33 ]   |

### Filmy
| Rok  | Tytuł                                         | Reżyser(zy)                       | Uwagi                                                                 | Przypisy |
| ---- | --------------------------------------------- | --------------------------------- | --------------------------------------------------------------------- | -------- |
| 2015 | Pandora in the Crimson Shell: Ghost Urn       | Munenori Nawa                     | Na podstawie mangi autorstwa Masamune Shirowa. We współpracy z AXsiZ. | [ 34 ]   |
| 2017 | Yūki Yūna wa yūsha de aru: Washio sumi no shō | Seiji Kishi Daisei Fukuoka        | Produkcja składa się z 3 części. Prequel Yūki Yūna wa yūsha de aru.   | [ 35 ]   |
| 2019 | Laidbackers                                   | Kiyomitsu Sato Hiroyuki Hashimoto | Własna twórczość.                                                     | [ 36 ]   |
| 2021 | Kin-iro Mosaic: Thank You!!                   | Munenori Nawa                     | Sequel Hello!! Kin-iro Mosaic. We współpracy z AXsiZ.                 | [ 37 ]   |
| 2024 | Iris the Movie: Full Energy!!                 | Hiroshi Ikehata                   | Własna twórczość. Obchody 10-lecia istnienia zespołu idolek i☆Ris     | [ 38 ]   |

### OVA
| Rok       | Tytuł                          | Reżyser(zy)  | Uwagi                                              | Przypisy |
| --------- | ------------------------------ | ------------ | -------------------------------------------------- | -------- |
| 2010–2011 | Koe de oshigoto! The Animation | Naoto Hosoda | Na podstawie mangi autorstwa Azure Konno.          | [ 39 ]   |
| 2012–2017 | A Channel + smile              | Manabu Ono   | Sequel A Channel.                                  | [ 40 ]   |
| 2015–2017 | Saki biyori                    | Manabu Ono   | Na podstawie mangi autorstwa Ritz Kobayashi.       | [ 41 ]   |
| 2016      | Kin-iro Mosaic: Pretty Days    | Tensho       | Odcinek OVA Kin-iro Mosaic. We współpracy z AXsiZ. | [ 42 ]   |